# Hofkapelle (Hickern)

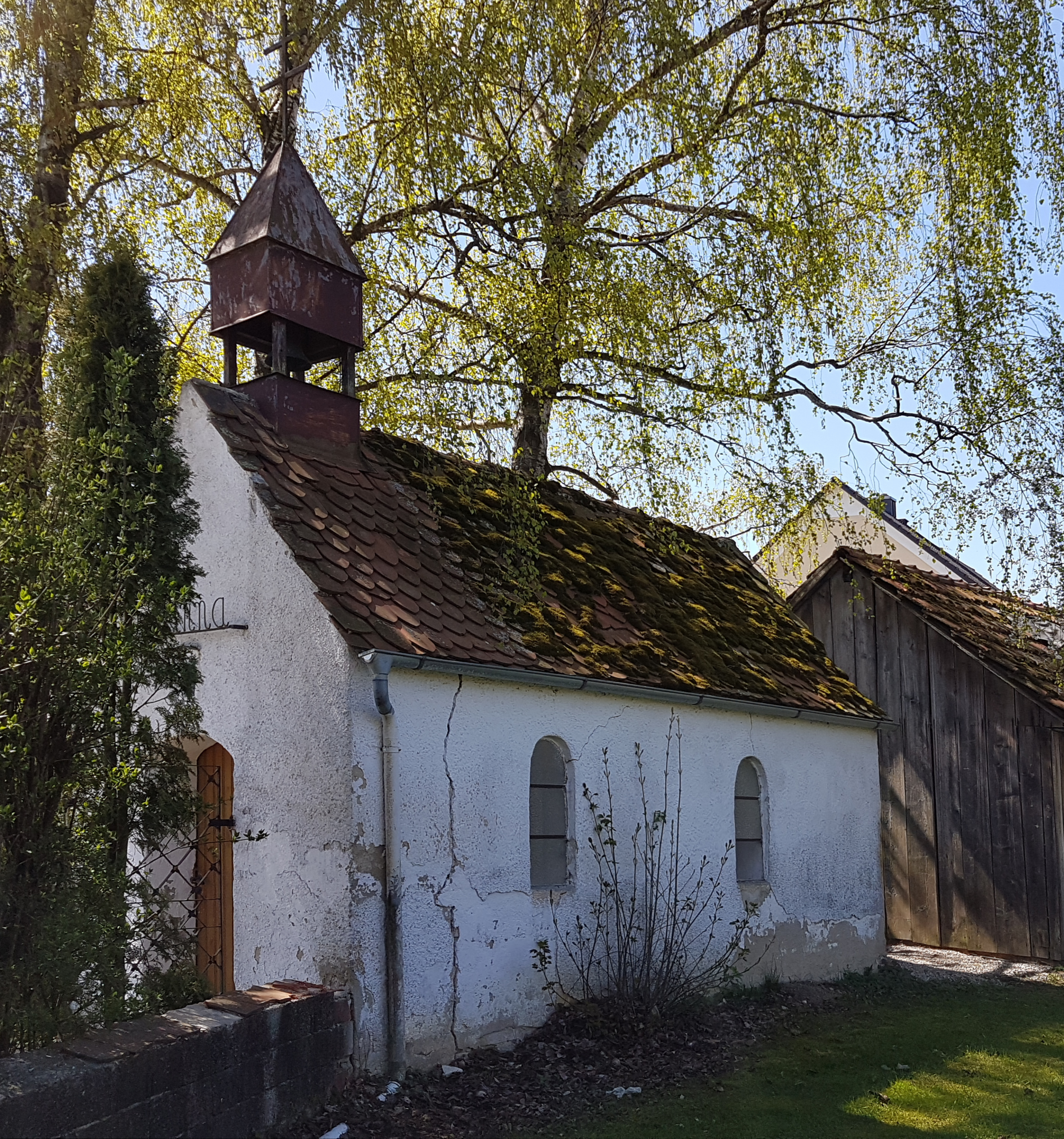
Hofkapelle in Hickern

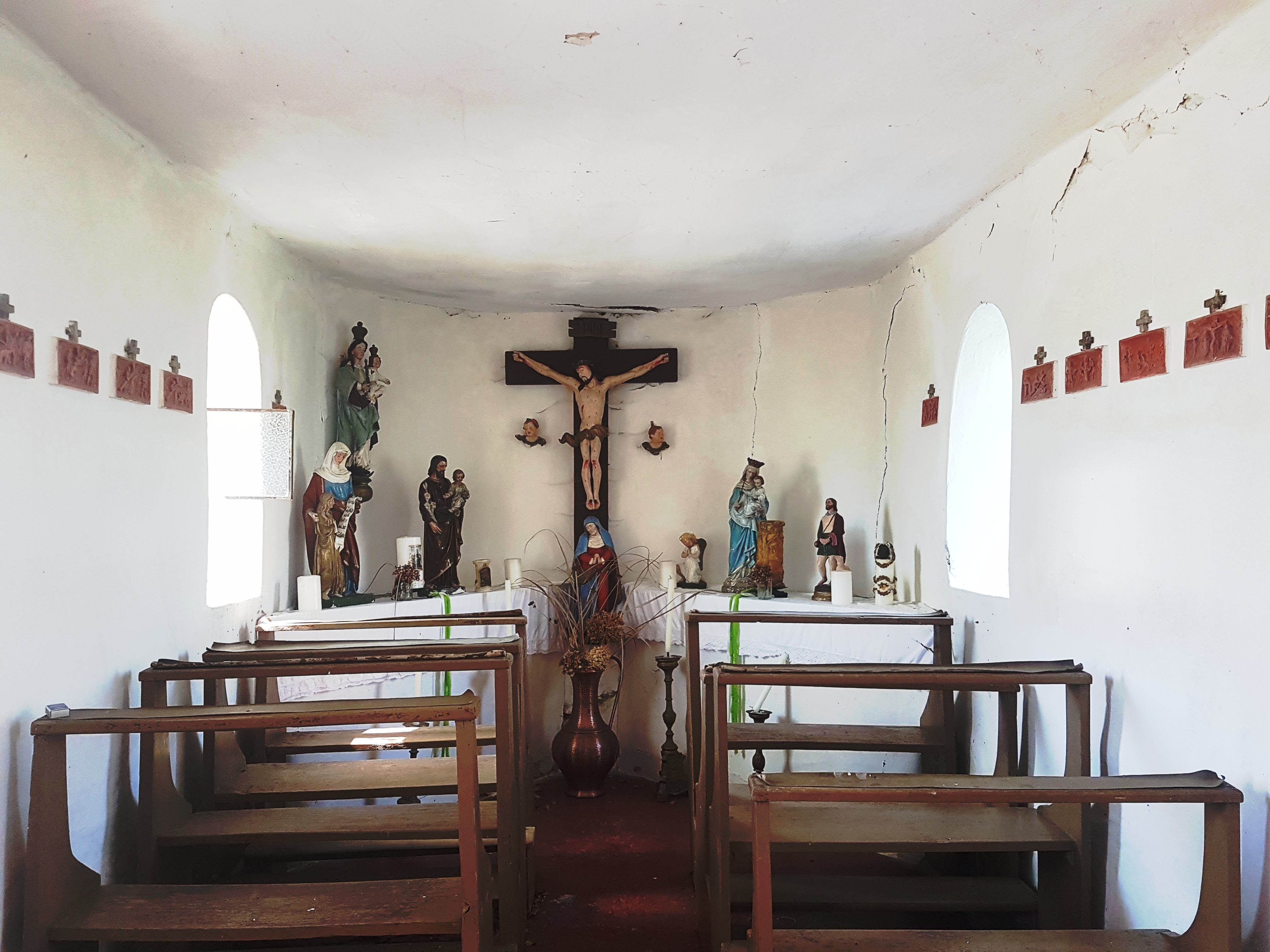
Innenansicht

Die Hofkapelle in Hickern, einem Gemeindeteil von Gerolsbach im oberbayerischen Landkreis Pfaffenhofen an der Ilm, wurde um 1860/70 errichtet. Die Hofkapelle ist ein geschütztes Baudenkmal.
Der verputzte Satteldachbau wird von einem offenen Dachreiter mit Glocke bekrönt.
Die Ausstattung mit bäuerlichen Heiligenfiguren ist ebenfalls denkmalgeschützt.